# FINA Water Polo World League 2006 (maschile)
La 5ª edizione maschile della World League di pallanuoto, organizzata dalla FINA, si è svolta tra il 30 giugno ed il 6 agosto 2006.
La formula della competizione ha ricalcato quella dell'edizione precedente. Il turno di qualificazione si è svolto in due fasi: la prima strutturata in quattro gironi da quattro squadre ciascuno; la seconda con le migliori tre della prima fase divise in due gironi da sei.
Hanno conquistato la Super Final sei formazioni, che si sono confrontate ad Atene dal 2 al 6 agosto.

## Turno di qualificazione

### Primo turno

#### Gruppo A
- 10 - 16 luglio, Yongzhou ( Cina)

|    | Squadra   | Pti | G | V | VR | PR | P | GF | GS | Diff |
| -- | --------- | --- | - | - | -- | -- | - | -- | -- | ---- |
| 1. | Australia | 18  | 6 | 6 | 0  | 0  | 0 | 76 | 42 | +34  |
| 2. | Francia   | 9   | 6 | 3 | 0  | 0  | 3 | 70 | 68 | +2   |
| 3. | Cina      | 6   | 6 | 2 | 0  | 0  | 4 | 49 | 63 | -14  |
| 4. | Giappone  | 3   | 6 | 1 | 0  | 0  | 5 | 64 | 86 | -22  |

#### Gruppo B
- 14 - 16 luglio, Victoria ( Canada)

|    | Squadra     | Pti | G | V | VR | PR | P | GF | GS | Diff |
| -- | ----------- | --- | - | - | -- | -- | - | -- | -- | ---- |
| 1. | Stati Uniti | 6   | 2 | 2 | 0  | 0  | 0 | 29 | 13 | +16  |
| 2. | Canada      | 3   | 2 | 1 | 0  | 0  | 1 | 18 | 21 | -3   |
| 3. | Brasile     | 0   | 2 | 0 | 0  | 0  | 2 | 8  | 21 | -13  |
| 4. | Venezuela   | rit | - | - | -  | -  | - | -  | -  | -    |

#### Gruppo C
- 30 giugno - 2 luglio, Novi Sad ( Serbia e Montenegro)
- 6 - 8 luglio, Sebenico ( Croazia)

|    | Squadra             | Pti | G | V | VR | PR | P | GF | GS | Diff |
| -- | ------------------- | --- | - | - | -- | -- | - | -- | -- | ---- |
| 1. | Serbia e Montenegro | 12  | 6 | 4 | 0  | 0  | 2 | 64 | 54 | +10  |
| 2. | Croazia             | 12  | 6 | 4 | 0  | 0  | 2 | 74 | 57 | +17  |
| 3. | Spagna              | 9   | 6 | 3 | 0  | 0  | 3 | 56 | 69 | -13  |
| 4. | Russia              | 3   | 6 | 1 | 0  | 0  | 5 | 50 | 64 | -14  |

#### Gruppo D
- 30 giugno - 2 luglio, Cosenza ( Italia)
- 6 - 8 luglio, Bochum ( Germania)

|    | Squadra  | Pti | G | V | VR | PR | P | GF | GS | Diff |
| -- | -------- | --- | - | - | -- | -- | - | -- | -- | ---- |
| 1. | Romania  | 14  | 6 | 4 | 1  | 0  | 1 | 64 | 57 | +7   |
| 2. | Germania | 12  | 6 | 4 | 0  | 0  | 2 | 55 | 51 | +4   |
| 3. | Grecia   | 7   | 6 | 2 | 0  | 1  | 3 | 54 | 62 | -8   |
| 4. | Italia   | 3   | 6 | 1 | 0  | 0  | 5 | 55 | 58 | -3   |

### Secondo turno

#### Gruppo A
- Los Alamitos,  Stati Uniti

|    | Squadra     | Pti | G | V | VR | PR | P | GF | GS | Diff |
| -- | ----------- | --- | - | - | -- | -- | - | -- | -- | ---- |
| 1. | Stati Uniti | 14  | 5 | 4 | 1  | 0  | 0 | 67 | 22 | +45  |
| 2. | Australia   | 13  | 5 | 4 | 0  | 1  | 0 | 54 | 27 | +27  |
| 3. | Francia     | 9   | 5 | 3 | 0  | 0  | 2 | 35 | 35 | 0    |
| 4. | Cina        | 6   | 5 | 2 | 0  | 0  | 3 | 25 | 50 | -25  |
| 5. | Canada      | 3   | 5 | 1 | 0  | 0  | 4 | 35 | 49 | -14  |
| 6. | Brasile     | 0   | 5 | 0 | 0  | 0  | 5 | 24 | 57 | -33  |

- 19 luglio

| Canada      | 4 - 6  | Francia |
| Australia   | 12 - 2 | Brasile |
| Stati Uniti | 20 - 2 | Cina    |

- 20 luglio

| Australia   | 10 - 5 | Francia |
| Brasile     | 8 - 9  | Cina    |
| Stati Uniti | 16 - 7 | Canada  |

- 21 luglio

| Australia   | 12 - 4 | Cina    |
| Canada      | 13 - 8 | Brasile |
| Stati Uniti | 11 - 6 | Francia |

- 22 luglio

| Australia   | 13 - 7 | Canada  |
| Francia     | 6 - 4  | Cina    |
| Stati Uniti | 11 - 0 | Brasile |

- 23 luglio

| Canada      | 4 - 6       | Cina      |
| Brasile     | 6 - 12      | Francia   |
| Stati Uniti | 9 - 7 (rig) | Australia |

#### Gruppo B
- Portugalete,  Spagna

|    | Squadra             | Pti | G | V | VR | PR | P | GF | GS | Diff |
| -- | ------------------- | --- | - | - | -- | -- | - | -- | -- | ---- |
| 1. | Serbia e Montenegro | 15  | 5 | 5 | 0  | 0  | 0 | 54 | 29 | +25  |
| 2. | Spagna              | 12  | 5 | 4 | 0  | 0  | 1 | 55 | 37 | +18  |
| 3. | Croazia             | 9   | 5 | 3 | 0  | 0  | 2 | 47 | 35 | +12  |
| 4. | Grecia              | 6   | 5 | 2 | 0  | 0  | 3 | 36 | 45 | -2   |
| 5. | Germania            | 3   | 5 | 1 | 0  | 0  | 4 | 37 | 55 | -18  |
| 6. | Romania             | 0   | 5 | 0 | 0  | 0  | 5 | 33 | 61 | -28  |

- 19 luglio

| Romania | 6 - 12 | Grecia              |
| Croazia | 13 - 6 | Germania            |
| Spagna  | 7 - 8  | Serbia e Montenegro |

- 20 luglio

| Grecia              | 5 - 10 | Croazia  |
| Serbia e Montenegro | 12 - 5 | Romania  |
| Spagna              | 13 - 9 | Germania |

- 21 luglio

| Germania | 4 - 11 | Serbia e Montenegro |
| Spagna   | 10 - 3 | Grecia              |
| Croazia  | 10 - 4 | Romania             |

- 22 luglio

| Germania            | 6 - 9  | Grecia  |
| Serbia e Montenegro | 10 - 6 | Croazia |
| Spagna              | 15 - 9 | Romania |

- 23 luglio

| Romania             | 9 - 12 | Germania |
| Serbia e Montenegro | 13 - 7 | Grecia   |
| Spagna              | 10 - 8 | Croazia  |

## Super Final

### Fase preliminare
Nella finale di Atene le sei qualificate hanno disputato un girone unico in cui hanno ereditato i punteggi degli scontri diretti nel secondo turno di qualificazione. Le prime due classificate si sono affrontate nella final per il titolo, le altre hanno disputato un play off per il bronzo.
|    | Squadra             | Pti | G | V | VR | PR | P | GF | GS | Diff |
| -- | ------------------- | --- | - | - | -- | -- | - | -- | -- | ---- |
| 1. | Serbia e Montenegro | 15  | 5 | 5 | 0  | 0  | 0 | 68 | 34 | +34  |
| 2. | Spagna              | 12  | 5 | 4 | 0  | 0  | 1 | 53 | 33 | +20  |
| 3. | Stati Uniti         | 8   | 5 | 2 | 1  | 0  | 2 | 41 | 46 | -5   |
| 4. | Grecia              | 6   | 5 | 2 | 0  | 0  | 3 | 43 | 51 | -8   |
| 5. | Australia           | 4   | 5 | 1 | 0  | 1  | 3 | 44 | 47 | -3   |
| 6. | Francia             | 0   | 5 | 0 | 0  | 0  | 5 | 33 | 71 | -38  |

- 2 agosto

| Francia     | 6 - 20 | Serbia e Montenegro |
| Spagna      | 7 - 5  | Australia           |
| Stati Uniti | 7 - 5  | Grecia              |

- 3 agosto

| Stati Uniti | 4 - 15  | Serbia e Montenegro |
| Spagna      | 16 - 7  | Francia             |
| Grecia      | 14 - 12 | Australia           |

- 4 agosto

| Stati Uniti         | 10 - 13 | Spagna    |
| Serbia e Montenegro | 12 - 10 | Australia |
| Grecia              | 14 - 9  | Francia   |

### Fase finale

#### Semifinali3º - 6º posto
| 5 agosto 2006, ore 19:00 | Stati Uniti | 13 – 14 (rig) | Australia |  |

| 5 agosto 2006, ore 20:30 | Grecia | 14 – 7 | Francia |  |

#### Finali

##### 5º posto
| 6 agosto 2006, ore 17:30 | Stati Uniti | 11 – 4 | Francia |  |

##### 3º posto
| 6 agosto 2006, ore 19:00 | Australia | 10 – 11 | Grecia |  |

##### 1º posto
| 6 agosto 2006, ore 20:30 | Serbia e Montenegro | 6 – 4 | Spagna |  |

## Classifica finale
| Pos. | Squadra             |
| ---- | ------------------- |
|      | Serbia e Montenegro |
|      | Spagna              |
|      | Grecia              |
| 4    | Australia           |
| 5    | Stati Uniti         |
| 6    | Francia             |

## Classifica marcatori
|  | Gol | Marcatore        | Squadra             |
|  | --- | ---------------- | ------------------- |
|  | 40  | Fredéric Audon   | Francia             |
|  | 38  | Trent Franklin   | Stati Uniti         |
|  | 31  | Tony Azevedo     | Stati Uniti         |
|  | 29  | Pietro Figlioli  | Australia           |
|  | 28  | Miho Bošković    | Croazia             |
|  | 27  | Guillermo Molina | Spagna              |
|  | 25  | Javier García    | Spagna              |
|  | 24  | Cosim Radu       | Romania             |
|  |     | Aleksandar Šapić | Serbia e Montenegro |
|  |     | Thomas Whalan    | Australia           |